# Opuntia tuna
Opuntia tuna ist eine Pflanzenart in der Gattung der Opuntien (Opuntia) aus der Familie der Kakteengewächse (Cactaceae). Das Artepitheton tuna leitet sich vom spanischen Wort tuna, einem dem Arabischen entlehnten Wort für die Frucht der ‚Feige‘, ab.

## Beschreibung
Opuntia tuna wächst strauchig mit mehreren Zweigen und erreicht eine Wuchshöhe von bis zu 1 Meter. Die umgekehrt-eiförmigen bis länglichen Triebabschnitte sind hellgrün und 8 bis 10 (selten 16) Zentimeter lang. Die kleinen Laubblätter fallen frühzeitig ab. Die großen Areolen tragen gelbe Glochiden und 2 bis 6 leicht gespreizte blassgelbe Dornen.
Die hellgelben Blüten besitzen einen rötlichen Farbton und erreichen einen Durchmesser von bis zu 5 Zentimetern. Die roten Früchte sind umgekehrt-eiförmig und weisen einen Durchmesser von bis zu 3 Zentimetern auf.

## Verbreitung und Systematik
Opuntia tuna ist in der Dominikanischen Republik, Jamaika und auf weiteren karibischen Inseln verbreitet.
Die Erstbeschreibung als Cactus tuna erfolgte 1753 in Species Plantarum durch Carl von Linné. Philip Miller ordnete sie 1768 der von ihm aufgestellten Gattung Opuntia zu.

## Nachweise